# Ingvar Hansson
Gert Ingvar Severin Hansson (ur. 19 lutego 1947 w Göteborgu) – szwedzki żeglarz sportowy. 

## Życiorys
Złoty medalista olimpijski z Montrealu.
Triumfował w klasie Tempest. Sternikiem łodzi był John Albrechtson. Załoga w tym samym składzie w 1972 zajęła czwarte miejsce na igrzyskach w Monachium. Pływał również na innych łodziach (srebro w klasie Star na mistrzostwach świata w 1974).